# Bernd Clüver
Bernd Gerhard Clüver (Hildesheim, 10 aprile 1948 – Palma di Maiorca, 28 luglio 2011) è stato un cantante tedesco, dedito principalmente ai generi pop-Schlager e professionalmente in attività a partire dall'inizio degli anni settanta.
Nel corso della sua quarantennale carriera, pubblicò una quarantina di album (di cui una quindicina in studio), tenne circa 6.000 concerti e si aggiudicò quattro dischi d'oro, un disco di platino, tre Diapason d'oro, due Goldene Europa, due BRAVO Otto e tre Leoni di RTL Television. Tra i suoi brani di maggiore successo, figurano Der Junge mit der Mundharmonika, Der kleine Prinz, Das Tor zum Garten der Träume, Mexican Girl, Mike und sein Freund, Bevor du einschläfst, Mit 17, Der Wind von Palermo, ecc.
Fu il marito delle modelle Ute Kittelberger e Anja Hörnich.

## Biografia
Bernd Gerhard Clüver nasce a Hildesheim, in Bassa Sassonia, il 10 aprile 1948.
Nel 1971, firma a Berlino il suo primo contratto discografico e l'anno seguente entra per la prima volta in Hit Parade con il singolo Sie kommt wieder.
Nel 1972, pubblica il singolo di successo Der Junge mit der Mundharmonika..
Nel 1976, con il brano Mike und sein Freund, è il primo cantante tedesco ad affrontare il tema dell'omosessualità, suscitando molto scalpore.

### Morte
All'una di notte del 28 luglio 2011, mentre si trovava nel suo appartamento nel quartiere di Illetes, a Palma di Maiorca, precipita accidentalmente da una scala, battendo la testa. Trasportato d'urgenza all'ospedale Son Espases, muore per le gravi ferite riportate.
Dopo le esequie, le sue ceneri vengono sparse nel Mare del Nord.

## Discografia parziale

### Album
- 1973:  Der Junge mit der Mundharmonika
- 1974: Das Tor zum Garten der Träume
- 1975: Oben steh'n und singen
- 1975: Die großen Erfolge
- 1976: Seine großen Erfolge
- 1977: Song Book
- 1977:  Die goldene Super 20
- 1978: Mexican Girl
- 1981: Sechs Jahre später
- 1990: Ich geh meinen Weg
- 1993: Herz ist Strumpf
- 1994:  Sag noch einmal ich liebe dich
- 1995: Wenn ich dich dann in die Arme nehm
- 1997: Engel in Blue Jeans
- 1997: Weihnachten mit Bernd Clüver
- 1999: Da musst Du durch
- 2001: Geh' mit mir
- 2007: Offen & ehrlich
- 2008: Hautnah - Die Geschichten meiner Stars
- 2009:  Meine schönsten Schlager
- 2011: Ein Stück von meinem Himmel (raccolta postuma)
- 2015: Bernd Clüver (raccolta postuma)
- 2016: Best Of(raccolta postuma)